# Airco DH.2
L'Airco DH.2 est un avion de chasse biplan monoplace britannique de la Première Guerre mondiale. Premier monoplace de chasse britannique véritablement efficace, il permet au Royal Flying Corps d’endiguer au printemps 1916 le « Péril Fokker ».

## Historique
Début 1915 il devint évident que le RFC avait besoin d’un chasseur monoplace équipé d’une arme tirant dans l’axe pour le Front ouest. Aucun dispositif fiable de synchronisation de tir à travers le disque de l’hélice n’étant disponible en Grande-Bretagne, Geoffrey de Havilland décida de réaliser un appareil dont l’hélice se trouverait derrière le pilote. Il dessina donc un appareil en bois entoilé similaire au DH.1 mais plus petit, monoplace et armé d’une unique mitrailleuse Lewis de 7,7 mm utilisant des chargeurs ronds de 47 cartouches. 
Le prototype, qui effectua son premier vol le 1er juin 1915, possédait trois pivots pour la mitrailleuse, et le pilote devait déplacer l’arme (12 kg) d’un pivot à l’autre en vol, en fonction de ses besoins. Les pilotes comprirent rapidement que l’utilisation d’une arme fixe tirant dans l’axe de l’appareil était plus efficace que la manipulation d’une arme mobile, mais l'état-major ne l’entendait pas de cette oreille. La mitrailleuse fut finalement installée sur le pivot central, maintenue fixe par un dispositif déverrouillable en cas de besoin.
Dès sa mise en service il se révéla un adversaire redoutable pour les monoplans Fokker, brisant la suprématie aérienne acquise par l’Allemagne à l’automne 1915. C’était une machine très sensible aux commandes, terrifiant certains pilotes peu entraînés, ce qui lui valut le surnom de ‘Spinning Incinerator’ (Incinérateur en vrille), mais après une bonne prise en main il se révélait juste très maniable et assez facile à piloter. 

## Production
Au total 454 numéros de série furent réservés pour le D.H.2 [4732/4734 (3), 5916/6015 (100), 7842/7941 (100), 8725 (1), A2533/A2632 (100), A4764/A4813 (50), A4988/A5087 (100)], mais 401 exemplaires seulement furent construits. La majorité de ces appareils reçurent un moteur rotatif Gnome Monosoupape de 100 ch, mais les derniers exemplaires reçurent un Le Rhône  9J de 110 ch. 

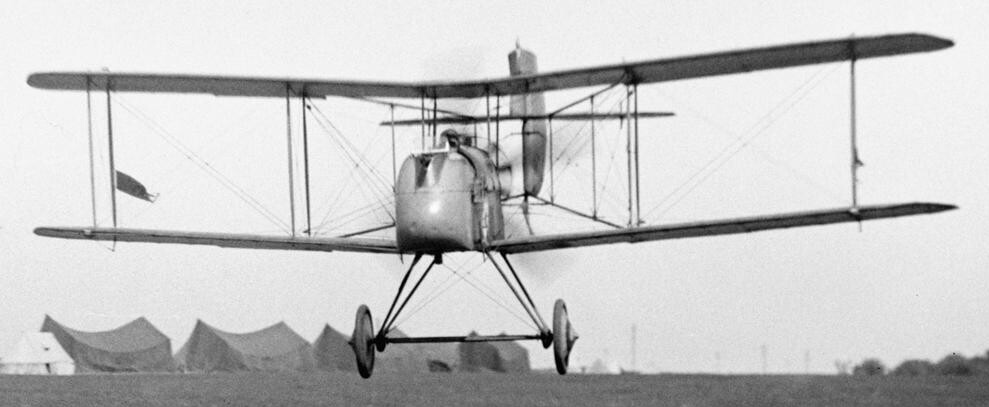
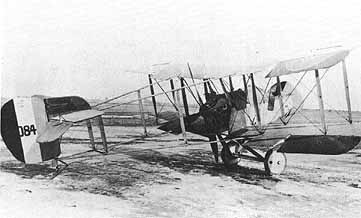

## Engagement
- Royaume-Uni de Grande-Bretagne et d'Irlande : Première unité de chasse équipée uniquement de monoplaces, le No 24 Sqdn du RFC arriva en France en février 1916. Supérieur au Fokker E.III, le DH.2 fut très largement utilisé durant la bataille de la Somme, équipant 6 squadrons de chasse (No 11, 18, 24, 29, 32, 47 Sqdns). En septembre 1916 arrivèrent au front les biplans de chasse Halberstadt D.II et Albatros D.I, qui surclassaient nettement le DH.2, pourtant il faudra attendre juin 1917 pour que les derniers exemplaires disparaissent du front en France, quelques mois de plus avant leur retrait de Macédoine. Fin 1917 le DH.2 était donc relégué aux écoles, où il servit jusque fin 1918.

### Développement lié
- Airco DH.1

### Aéronefs comparables
- Vickers F.B.5
- RAF F.E.2b
- RAF F.E.8
- Breguet 5